# Posener Neueste Nachrichten
Die Posener Neuesten Nachrichten waren eine deutschsprachige Zeitung in Posen von 1899 bis 1926.

## Geschichte

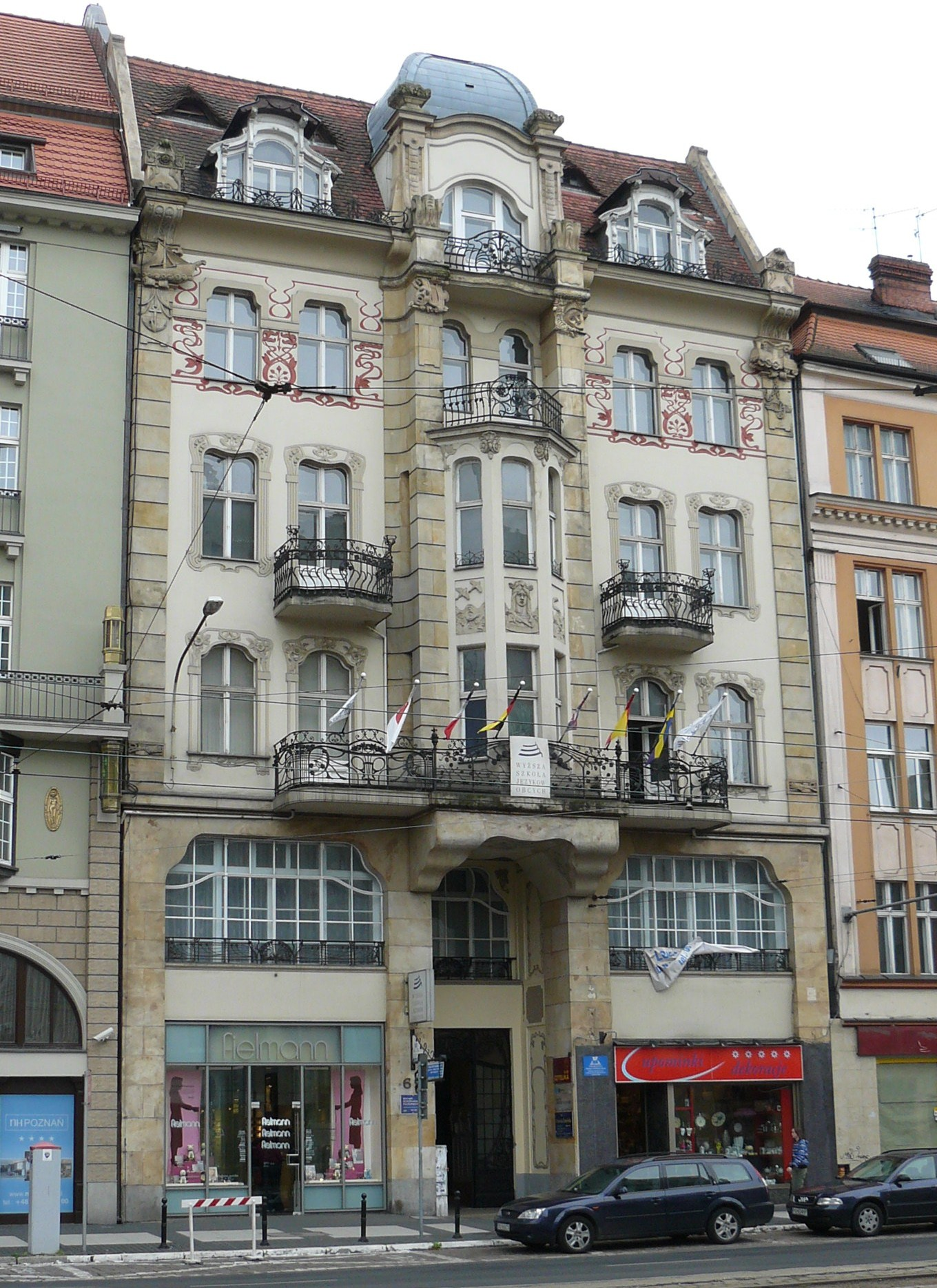
Ehemaliges Zeitungsgebäude in der ul. św. Marcina 69

1899 gründete Georg Wagner die Posener Neuesten Nachrichten. Verantwortlicher Redakteur wurde Paul Ehrentraut. Die Zeitung hatte eine liberale Ausrichtung und berichtete ausführlich über Ereignisse aus Politik, Wirtschaft, Kultur, Lokales und weitere Themen. Es gab mehrere Beilagen, darunter ein Tägliches Unterhaltungsblatt. 
Die Posener Neuesten Nachrichten entwickelten sich schnell zur auflagenstärksten Zeitung in Posen, 1902 gab es 10.200 Ausgaben, 1903 12.000 und 1904 12.600.
Das Verlags- und Redaktionsgebäude befand sich zuerst am Königsplatz 10, seit etwa 1904 in der St. Martinstraße 87 (jetzt ul. św. Marcina 69).
1917 war Georg Wagner noch Herausgeber. 1926 wurde das Erscheinen in der inzwischen polnischen Stadt Poznań eingestellt.